# Verkhni Xúban
Verkhni Xúban - Верхний Шубан (rus) - és un poble de la República del Tatarstan, a Rússia. El 2010 tenia 366 habitants.